# Cibi reflussogeni
Per cibi reflussogeni si intendono dei particolari cibi che possono indurre o favorire la comparsa di reflusso gastroesofageo con vari meccanismi, in particolare riducendo il tono dello sfintere esofageo inferiore. Un'azione reflussogena è stata documentata per il cioccolato, l'alcol ed i pasti ricchi di grassi.